# Ma quang ảo ảnh
Ma quang ảo ảnh (tiếng Anh: Peeping Tom) là một phim tâm lý tội phạm của đạo diễn Michael Powell, xuất bản ngày 7 tháng 4 năm 1960.

## Nội dung
Mark Lewis, một kẻ sát nhân âm thầm. Là một người rất thích quay phim, lúc nào hắn cũng mang chiếc máy quay bên mình. Muốn ghi lại được những khoảnh khắc tột cùng sợ hãi, hắn tìm cách vừa quay phim nạn nhân vừa từ từ sát hại họ. Một ngày nọ, hắn gặp cô Helen mà có cảm tình với cô. Nhân ngày sinh nhật cô, hắn cho cô xem những cuộn phim về thời thơ ấu của hắn, khi hắn bị cha mình sử dụng như vật để thí nghiệm những nghiên cứu tâm thần học của ông ta. Cha hắn tìm mọi cách ghi lại từng diễn biến tâm lý của hắn, và nhờ đó, ông ta có được danh tiếng như một nhà tâm thần học lớn. Mark trở nên xung đột trầm trọng với chính bản thân mình khi Helen muốn hắn quay phim cô. Trước đây, tất cả những cô gái được hắn quay phim đều trở thành nạn nhân của hắn. Để giải tỏa, Mark tìm cách sát hại nhiều nạn nhân khác, trước khi lại trở lại với xung đột khủng khiếp của mình.

## Diễn xuất
- Karlheinz Böhm... Mark Lewis
- Anna Massey... Helen Stephens
- Moira Shearer... Vivian
- Maxine Audley... Mụ Stephens
- Brenda Bruce... Dora
- Miles Malleson... Elderly gentleman customer
- Esmond Knight... Arthur Baden
- Martin Miller... Bác sĩ Rosan
- Michael Goodliffe... Don Jarvis
- Jack Watson... Chief Insp. Gregg
- Nigel Davenport... Det. Sgt. Miller
- Shirley Anne Field... Diane Ashley
- Pamela Green... Milly - người mẫu
- Michael Powell... A.N. Lewis
- Columba Powell... Young Mark Lewis
- John Barrard... Small Man (uncredited)
- Cornelia Frances... Girl in sports car leaving studio (uncredited)
- Susan Travers... as Lorraine, the model (uncredited)